# Mary Weber
Mary Ellen Weber (ur. 24 sierpnia 1962 w Cleveland) – amerykańska naukowiec, lotniczka i astronautka.

## Życiorys
W 1980 ukończyła szkołę w Bedford Heights, w 1984 obroniła z wyróżnieniem dyplom inżynierii chemicznej na Purdue University, w 1988 uzyskała doktorat z chemii fizycznej na Uniwersytecie Kalifornijskim w Berkeley, a w 2002 dyplom magistra administracji biznesowej na Southern Methodist University. Od 1983 wykonuje akrobatyczne skoki na spadochronie; do października 2004 wykonała ich ponad 3500. Jest dziewięciokrotną srebrną/brązową medalistką narodowych zawodów spadochroniarskich USA (U.S. National Skydiving Championships). W 2002 wraz z 300 innymi osobami brała udział w pobiciu światowego rekordu na największą powietrzną formację akrobatyczną. Ma wylatane ponad 800 godzin, w tym 600 na odrzutowcu.
31 marca 1992 została wybrana przez NASA kandydatką na astronautkę, zajmowała w NASA wiele różnych stanowisk. Po przejściu szkolenia astronautycznego, od 13 do 22 lipca 1995 jako specjalistka misji brała udział w misji STS-70 trwającej 8 dni, 22 godziny i 20 minut. Umieszczono wówczas na orbicie satelitę telekomunikacyjnego TDRS -7 (TDRS-G).
Od 19 do 29 maja 2000 była specjalistką misji STS-101 trwającej 9 dni, 20 godzin i 9 minut. Wahadłowiec Atlantis połączył się wówczas z Międzynarodową Stację Kosmiczną, gdzie dostarczono wyposażenie i przeprowadzono prace remontowe, wymieniając wadliwe baterie i część sprzętu, wykonano również wiele manewrów.
Łącznie spędziła w kosmosie 18 dni, 18 godzin i 29 minut. Opuściła NASA w grudniu 2002. Obecnie jest wiceprezesem Południowo-Zachodniego Centrum Medycznego na University of Texas w Dallas.